# Het eiland van Grim, Gram en Grom
Tom Poes op het eiland van Grim, Gram en Grom (in boekuitgaven/spraakgebruik verkort tot Het eiland van Grim, Gram en Grom) is het negende verhaal van de Bommelsaga, geschreven en getekend door Marten Toonder. Het verhaal verscheen voor het eerst op 6 februari 1942 en liep tot 10 maart van dat jaar. In het verhaal staan drie reuzen centraal.

## Uitstelaankondiging op 28 januari 1942
Heer Bommel heeft gelezen over de onlangs gereden Elfstedentocht (die daadwerkelijk werd gehouden op 22 januari 1942). Hij komt met schaatsen aanlopen richting Tom Poes. Laatstgenoemde haalt zijn schaatsen van zolder en samen gaan ze het ijs op. Heer Bommel heeft het niet zo op de oude Friese schaatsen en schaatst op een nieuw model schaatsen. Hun avonturen worden op 6 februari hervat.

## Samenvatting
Heer Bommel stelt Tom Poes voor om ter afleiding een gezamenlijke trip naar een warm land te maken. Samen lopen ze naar de haven van de stad Rommeldam. Ze komen terecht op het schip de Albatros van kapitein Wal Rus, een oude bekende van Tom Poes. De kapitein weigert aanvankelijk passagiers mee te nemen, omdat zijn schip een vrachtschip is. Met een bundel bankbiljetten en veel smeekbedes weet heer Bommel de kapitein zover te krijgen dat ze toch mee mogen varen naar de Westzee.
Bij de Inktviseilanden loopt het schip op de rotsen. Het krijgt een gat in het vooronder en er moet gepompt worden. De kapitein besluit het schip bij vloed op een van de eilanden op het strand te zetten. Het blijkt het eiland van de reus Grom te zijn, die zich persoonlijk meldt bij het schip. De kapitein houdt hem even voor een havenloods, maar al snel wordt het gevaar duidelijk. Tom Poes, die een reus wel herkent, springt overboord op een leeg tonnetje en bereikt het strand. Hij ziet de kolossale reus wadend door de branding het schip achter zich aan trekken en op het strand vastsjorren. Reus Grom voert hiermee exact het plan uit van kapitein Wal Rus.
Tom Poes heeft zich achter een rotsblok verstopt en ziet nog twee reuzen verschijnen. Intussen laat reus Grom de bemanning ontschepen, waarbij heer Bommel hem een familiestuk aanbiedt, een horloge van zijn vader dat al 250 jaar binnen de familie circuleert. De bemanning wordt gedwongen om goud te delven voor de reuzen Grom, Grim en Gram. 
Tom Poes weet heer Bommel stiekem aan te spreken en draagt hem op een zware steen op een loopplank te plaatsen, als onderdeel van een geheim plan dat Tom Poes heeft bedacht. Als gevolg daarvan worden twee reuzen uitgeschakeld. De toesnellende derde reus Grim is nu opeens bang van Tom Poes en repareert gedwee het schip op het strand. Na een uurtje is de Albatros provisorisch gerepareerd en weer zeewaardig.
Kapitein Wal Rus laat zijn kok een feestmaal bereiden.  Tot slot vertrouwt Heer Bommel Tom Poes toe dat hij het niet zo’n leuk avontuur vond. Hij is zijn horloge kwijtgeraakt terwijl bovendien niemand hem heeft bedankt.

## Varia
- Grim, Gram en Grom zijn ook gebruikt door René Windig en Eddie de Jong in de strip Heinz.
- Kapitein Wal Rus verhaspelt altijd namen. Hier, bij zijn eerste ontmoeting met heer Bommel, gaat het al meteen mis: “Eh, Brommer, geloof ik, niet?” (aflevering 228).
- Heer Bommel noemt de eerste keer zijn vader als zijn voorbeeld, maar nog niet als zijn goede vader (aflevering 226).
- Heer Bommel spreekt de eerste keer over “geld en goede woorden” (aflevering 226). In dit verhaal gebruikt hij ook voor het eerst zijn geld als middel om mensen ergens toe te brengen, later aangeduid met de paradoxale kreet “Geld speelt geen rol”.

## Voetnoot
1. ↑  https://www.delpher.nl/nl/kranten zoek op 'Het eiland van Grim, Gram en Grom' pdf geeft het beste resultaat
2. ↑  Model hockeyschaatsen.
3. ↑  Zie Het verdwijneiland.